# Caloptilia stigmatella
Caloptilia stigmatella је врста инсекта из реда лептира (Lepidoptera), која припада породици Gracillariidae.

## Опис
Овог ноћног лептира караткерише бела троугласта мрља на смеђим крилима. Гусеница је светлозелена са смеђом главом. Приликом мировања лептир стоји караткеристично са усправљеним предњим делом. Ова појава је својствена целом роду Caloptilia. Величина Caloptilia stigmatella је од 12 до 14 мм.

## Распрострањење и станиште
Врста је распрострањења у читавој Европи, иако је на Балкану ретка. У Србији се бележи у планиском региону на стаништима где расту врбе и тополе.

## Биологија
Период лета одраслих јединки је од јуна до августа, иако се одрасле јединке могу пронаћи како хибернирају и након септембра. Као и сродне врсте из породице Gracillariidae, и Caloptilia stigmatella је лисни минер. Гусенице у првим стадијумима праве мине у листу дуж нерава, док каснији стадијуми излазе из листа и савијају га. Биљке хранитељке су различите врсте из родова Salix и Populus, забележено је и да се храни врстом Myrica gale.

## Синоними
- Caloptilia stigmatella (Fabricius, 1781)
- Tinea stigmatella Fabricius, 1781
- Gracillaria stigmatica Matsumura, 1931
- Caloptilia ochracea Haworth, 1828
- Caloptilia cruciella Goeze, 1783
- Caloptilia equestris de Fourcroy, 1785
- Caloptilia upupaepennella Hübner, 1796
- Caloptilia triangulella Panzer, 1794
- Caloptilia purpurea Haworth, 1828
- Caloptilia trigona Haworth, 1828
- Caloptilia triangulosella O. G. Costa, 1836
- Caloptilia purpuriella Chambers, 1872
- Caloptilia consimilella Frey & Boll, 1876